# 羅本新二
羅本 新二（らもと しんじ、1955年2月17日 - ）は、三重県鈴鹿市出身の元プロ野球選手（内野手、外野手）。右投右打。

## 来歴・人物
中京商業高では、1972年夏の甲子園予選三岐大会準決勝に進むが、海星高に完封負けを喫する。社会人野球の本田技研鈴鹿に入社。
1978年の都市対抗では2回戦で日本通運と対戦、延長12回にサヨナラ適時打を放つ。この大会では準決勝に進むが日本鋼管に敗退。同年オフにドラフト外でヤクルトスワローズに入団。
主に代走要員として出場する。
1981年には遊撃手として2試合に先発出場。
1983年には二塁手として1試合、中堅手として3試合に先発。同年6月24日の大洋との対戦では一番打者に起用され、無安打ながら2四球2盗塁を記録する。
1986年限りで現役を引退。
引退後はヤクルトでスカウトを務め、古田敦也らの入団交渉を担当した。スカウト部長の片岡宏雄は、大卒時のドラフトで約束を反故にされプロ球団への強い不信感を抱いていた古田の獲得に成功したのは、担当スカウトの羅本がよく古田の信頼を勝ち得ていたことが大きいと述べている。
2016年の学生野球資格回復研修を受講したうえで、翌2017年2月7日に日本学生野球協会より学生野球資格回復の適性認定を受けたことにより、学生野球選手への指導が可能となる。

## 詳細情報

### 年度別打撃成績
| 年 度     | 球 団     | 試 合 | 打 席 | 打 数 | 得 点 | 安 打 | 二 塁 打 | 三 塁 打 | 本 塁 打 | 塁 打 | 打 点 | 盗 塁 | 盗 塁 死 | 犠 打 | 犠 飛 | 四 球 | 敬 遠 | 死 球 | 三 振 | 併 殺 打 | 打 率 | 出 塁 率 | 長 打 率 | O P S |
| --------- | --------- | ----- | ----- | ----- | ----- | ----- | -------- | -------- | -------- | ----- | ----- | ----- | -------- | ----- | ----- | ----- | ----- | ----- | ----- | -------- | ----- | -------- | -------- | ----- |
| 1979      | ヤクルト  | 10    | 5     | 4     | 0     | 1     | 0        | 0        | 0        | 1     | 0     | 0     | 0        | 0     | 0     | 1     | 0     | 0     | 1     | 0        | .250  | .400     | .250     | .650  |
| 1981      | ヤクルト  | 41    | 16    | 16    | 7     | 3     | 1        | 0        | 0        | 4     | 0     | 9     | 2        | 0     | 0     | 0     | 0     | 0     | 4     | 0        | .188  | .188     | .250     | .438  |
| 1982      | ヤクルト  | 34    | 5     | 5     | 5     | 0     | 0        | 0        | 0        | 0     | 0     | 8     | 2        | 0     | 0     | 0     | 0     | 0     | 1     | 0        | .000  | .000     | .000     | .000  |
| 1983      | ヤクルト  | 42    | 21    | 17    | 8     | 6     | 0        | 0        | 1        | 9     | 3     | 10    | 5        | 1     | 0     | 3     | 0     | 0     | 2     | 1        | .353  | .450     | .529     | .979  |
| 1984      | ヤクルト  | 49    | 13    | 12    | 9     | 1     | 0        | 0        | 0        | 1     | 0     | 3     | 4        | 0     | 0     | 1     | 0     | 0     | 3     | 0        | .083  | .154     | .083     | .237  |
| 通算：5年 | 通算：5年 | 176   | 60    | 54    | 29    | 11    | 1        | 0        | 1        | 15    | 3     | 30    | 13       | 1     | 0     | 5     | 0     | 0     | 11    | 1        | .204  | .271     | .278     | .549  |

### 記録
- 初出場：1979年5月12日、対阪神タイガース6回戦（長崎市営大橋球場）、8回裏に大杉勝男の代走で出場
- 初安打：1979年10月24日、対横浜大洋ホエールズ25回戦（草薙球場）、7回裏に竹内宏彰から
- 初先発出場：1981年5月20日、対横浜大洋ホエールズ6回戦（横浜スタジアム）、8番・遊撃手で先発出場
- 初本塁打・初打点：1983年10月16日、対中日ドラゴンズ26回戦（ナゴヤ球場）、7回表に小松辰雄からソロ

### 背番号
- 58 （1979年 - 1986年）